# Hangetsu
 (août 2016).
Si vous disposez d'ouvrages ou d'articles de référence ou si vous connaissez des sites web de qualité traitant du thème abordé ici, merci de compléter l'article en donnant les références utiles à sa vérifiabilité et en les liant à la section « Notes et références ».
Hangetsu (La demi-lune) est un kata supérieur pratiqué dans le karaté Shotokan. 
Il descend de l'école Naha-te. 

## Description
La première partie est exécutée lentement avec une forte respiration, insistant alors sur le développement du hara. Cette séquence est en général associée à Sanchin. La deuxième partie du kata est plus dynamique dans son exécution avec une série de coups de poing et de coups de pied frontaux (mae-geri). Gichin Funakoshi remplaça alors Sanchin par Hangetsu. Le kata se compose de 41 mouvements et se base sur la position de la demi-lune (hangetsu-dashi).
Le kata rend hommage à Edo qui prit fin l'année de naissance de Funakoshi en 1868. Son éducation sous l'ère Meiji le fit revenir sur le fait qu'il dut accepter de laisser la moitié à Edo, et de vivre sous l'ère Meiji. (voir l'histoire de la JKA).